# Future Systems

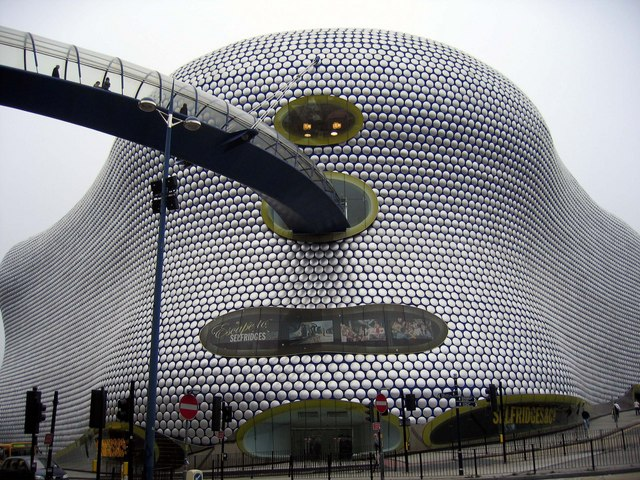
Future Systems: Kaufhaus Selfridges, Einkaufszentrum Bull Ring, Birmingham

Future Systems war ein 1979 von Jan Kaplický und David Nixon in London gegründetes Architekturbüro, das bis zum Tod von Kaplický 2009 existierte und mit High-Tech- und Blob-Architektur hervortrat.

## Geschichte
Kaplický und Nixon gründeten das Büro während sie gleichzeitig für Norman Foster arbeiteten. Die anfänglich stark theoretische Ausrichtung der Firma wurde durch den Eintritt von Amanda Levete, die 1989–2008 Partnerin (und 1991–2006 Ehefrau Kaplickýs) war, auf eine praktische Umsetzbarkeit hin orientiert.
In dieser Zeit entstanden zunächst 1994 Wohnhäuser wie das zur Front und zum Garten vollverglaste Hauer-King House in Islington, London, und 1996 das in einen Hügel versenkte House in Wales in Druidstone, Pembrokeshire.
Der Durchbruch gelang mit dem Media Centre von Lord’s Cricket Ground in London, für den die Firma 1999 den Stirling Prize erhielt. Als unmittelbares Ergebnis dieses Erfolgs erging der Auftrag zum Bau des 2003 vollendeten Kaufhauses Selfridges im Bullring Shopping Centre in Birmingham, das als Musterbeispiel für die Blob-Architektur angesehen werden kann.
Nach dem Gewinn des Wettbewerbs für den Neubau der Nationalbibliothek der Tschechischen Republik in Prag (2007) entfachte eine kritische, stark politisierte Diskussion, auf die hin die Bauausführung 2008 auf Eis gelegt wurde. In ähnlicher Weise ungesichert ist der Bau des 2008 konzipierten Konzert- und Kongresszentrums Antonín Dvořák in Budweis, dessen Umsetzung 2014 aus Kostengründen suspendiert wurde.
Nach Kaplickýs Tod wurde allerdings sein 2007 entworfenes Museo Casa Enzo Ferrari in Modena durch seinen Mitarbeiter Andrea Morgante bis 2012 realisiert. Levetes Büro AL_A wurde nach Kaplickýs unerwartet plötzlichem Tod de facto Erbe und Nachlassverwalter von Future Systems und führte vor allem die begonnenen britischen Projekte zu Ende.
Future Systems trat auch mit Gestaltungen von Modegeschäften wie Comme des Garçons sowie dem Design von Möbeln u. ä. hervor.

## Projekte

### Hauer-King House

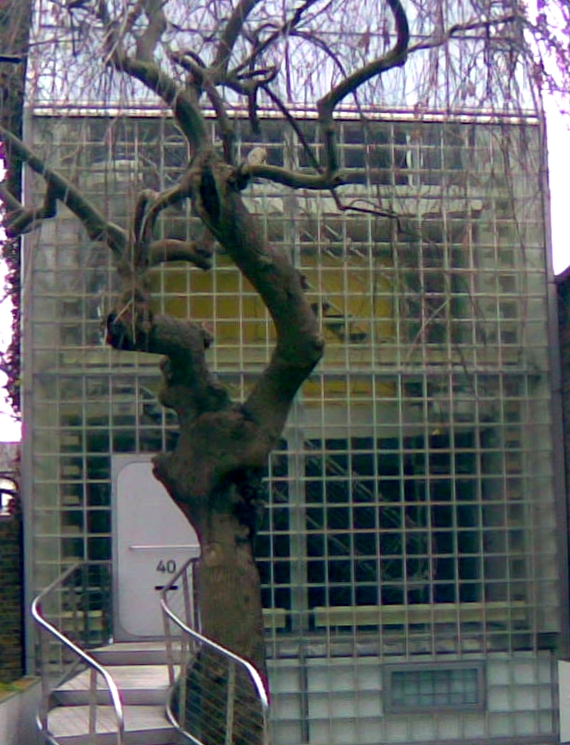
Hauer-King House

### Floating Bridge

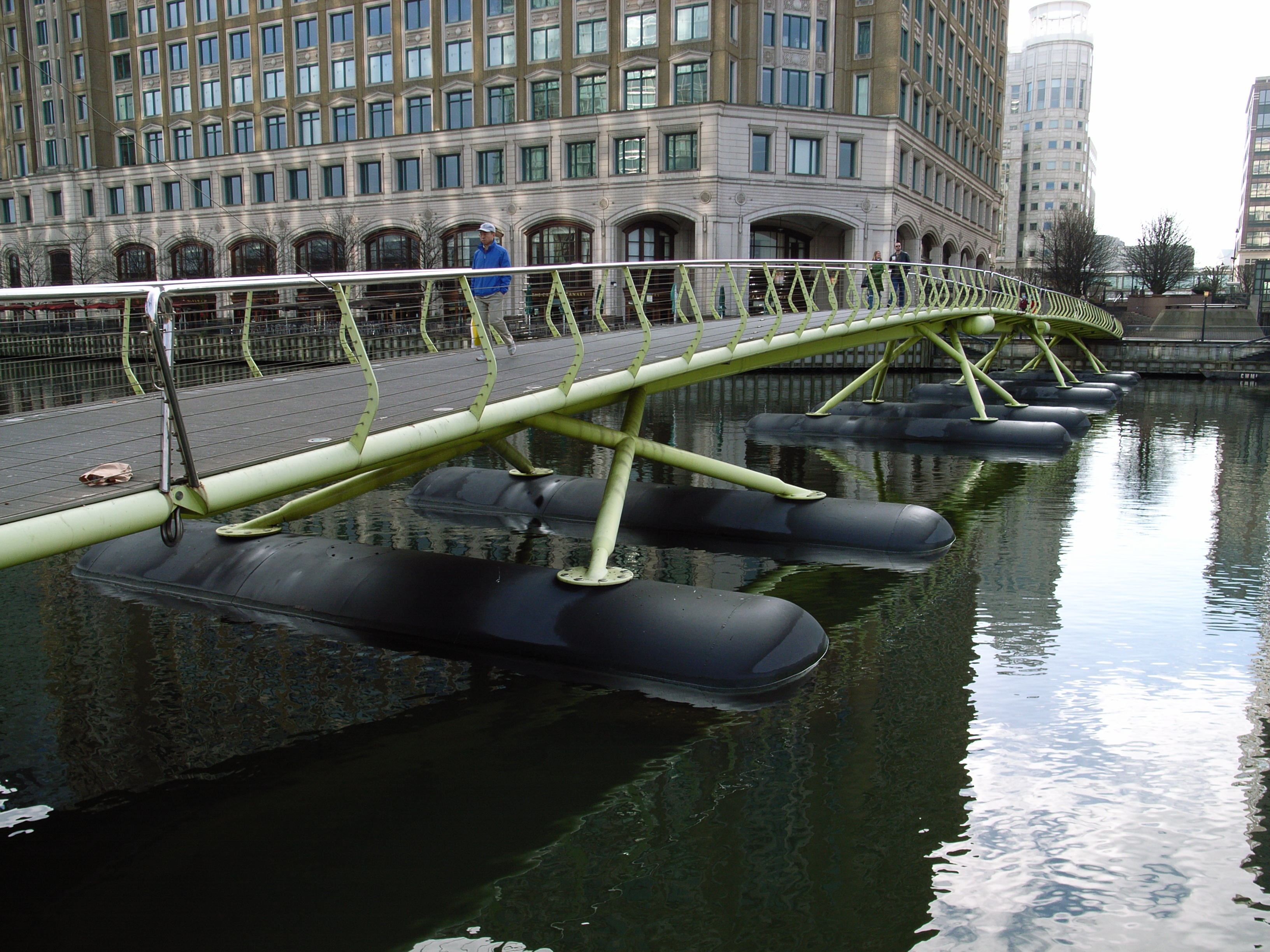
West India Quay, Docklands, London, 1996

### Lord’s Media Centre

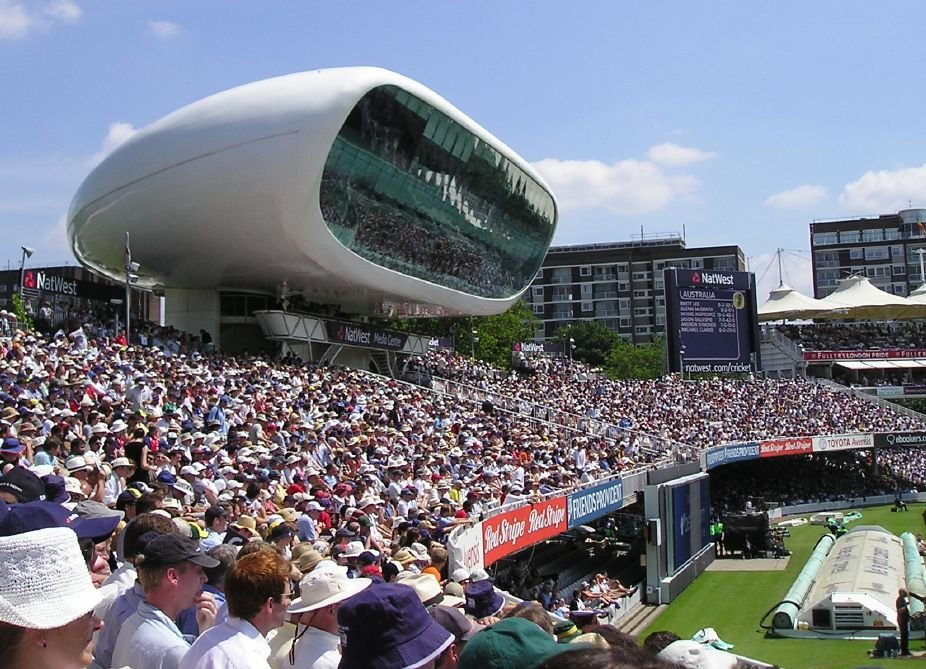
Lord’s Media Centre

### Selfridges, Birmingham

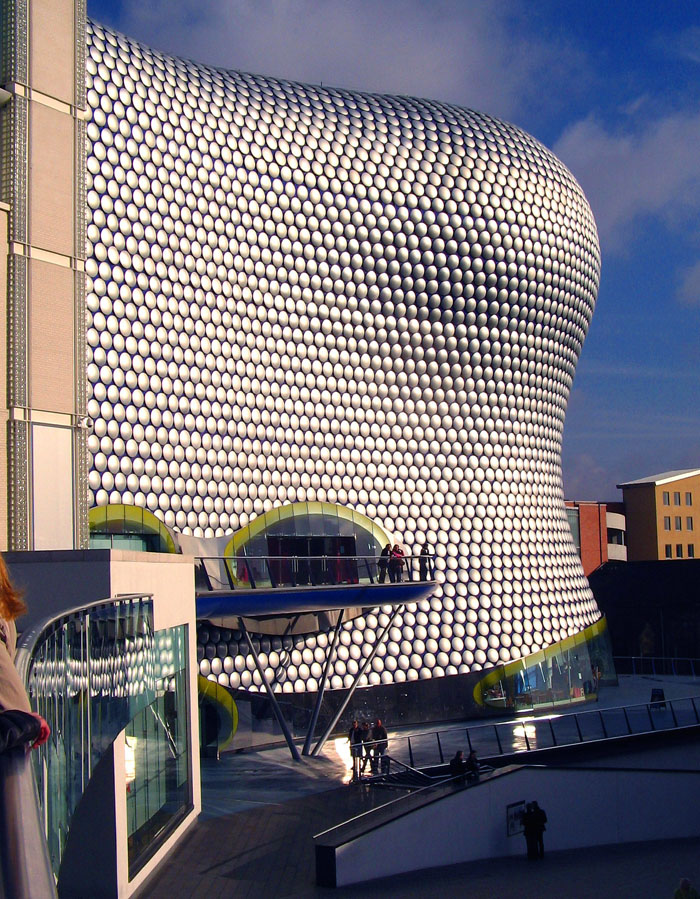
Außenansicht
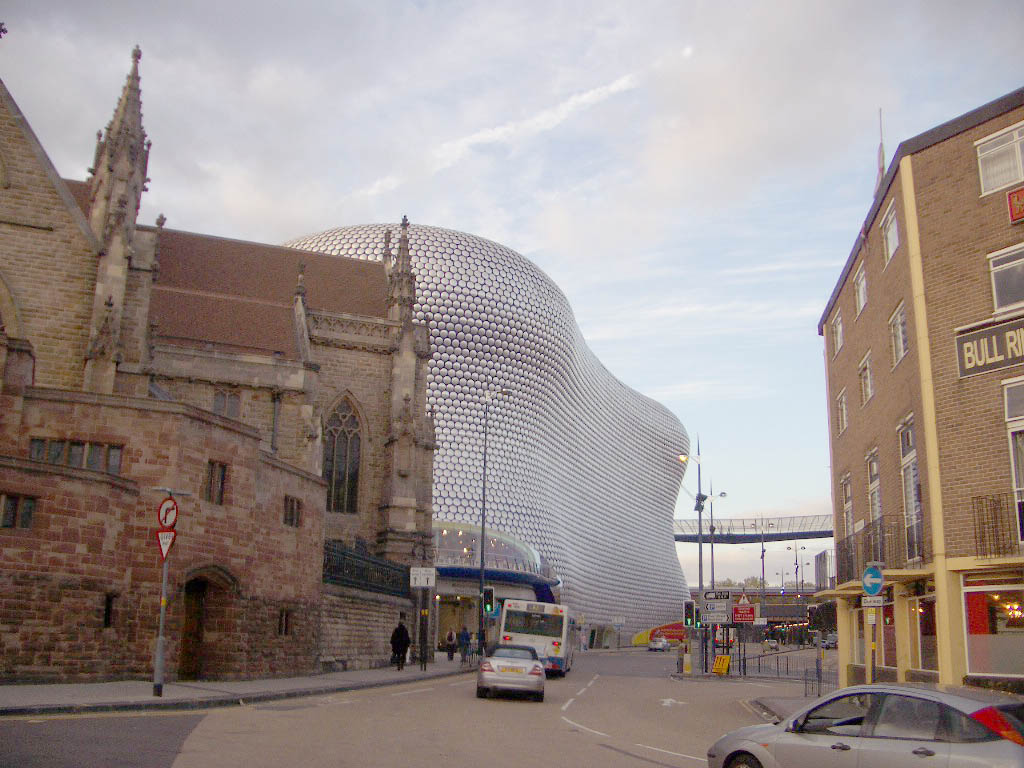
Stadtzusammenhang
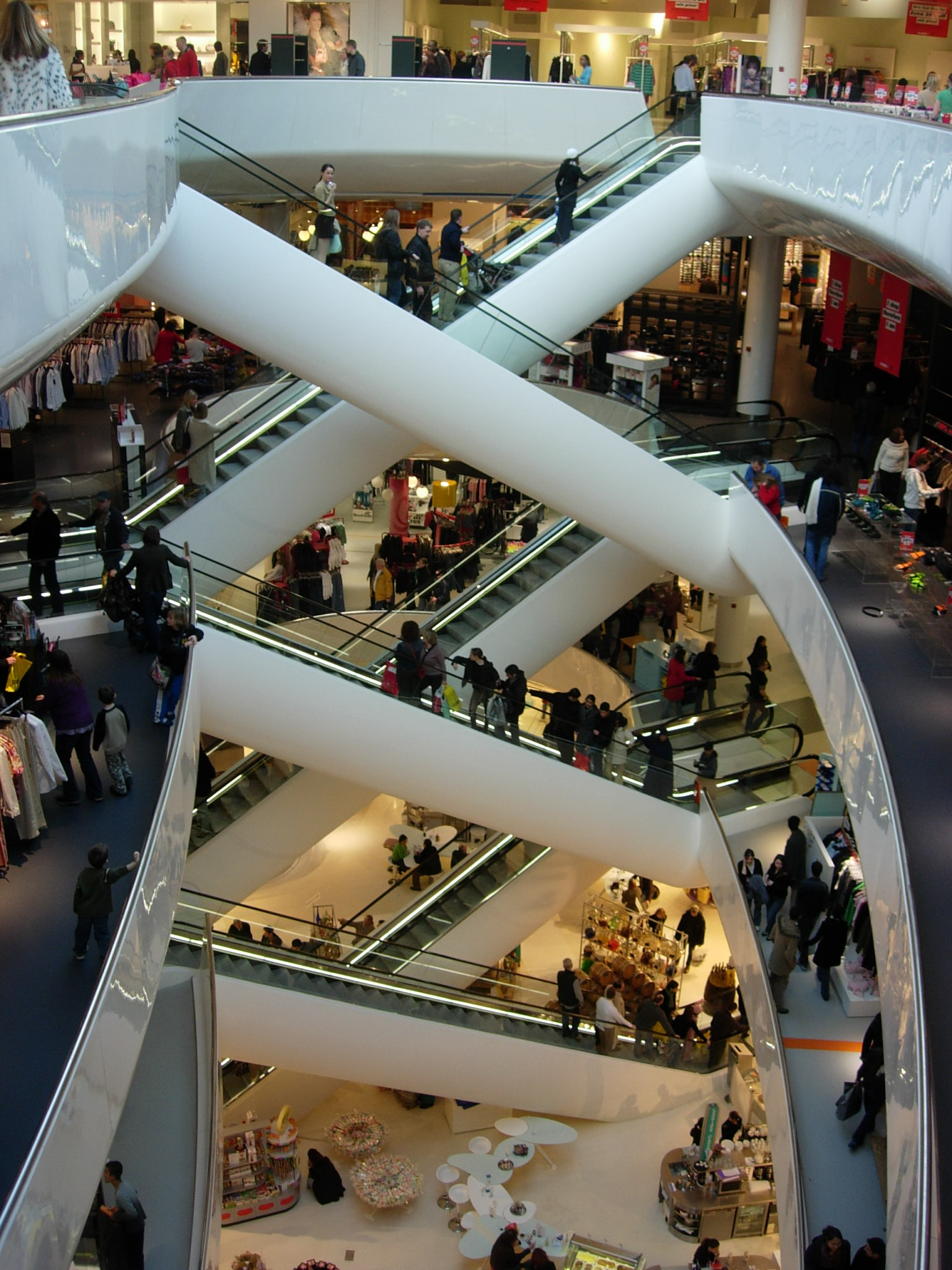
Innenansicht

### Museo Casa Enzo Ferrari

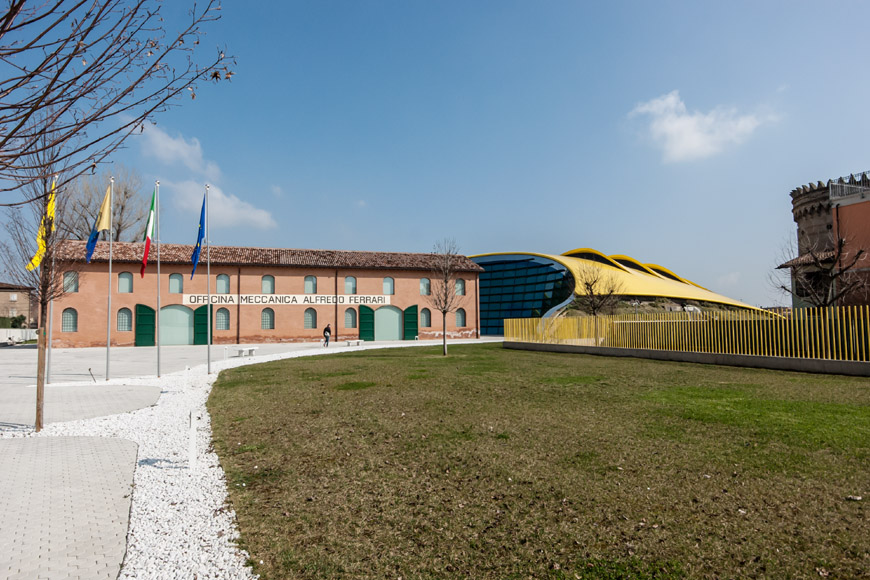
Außenansicht
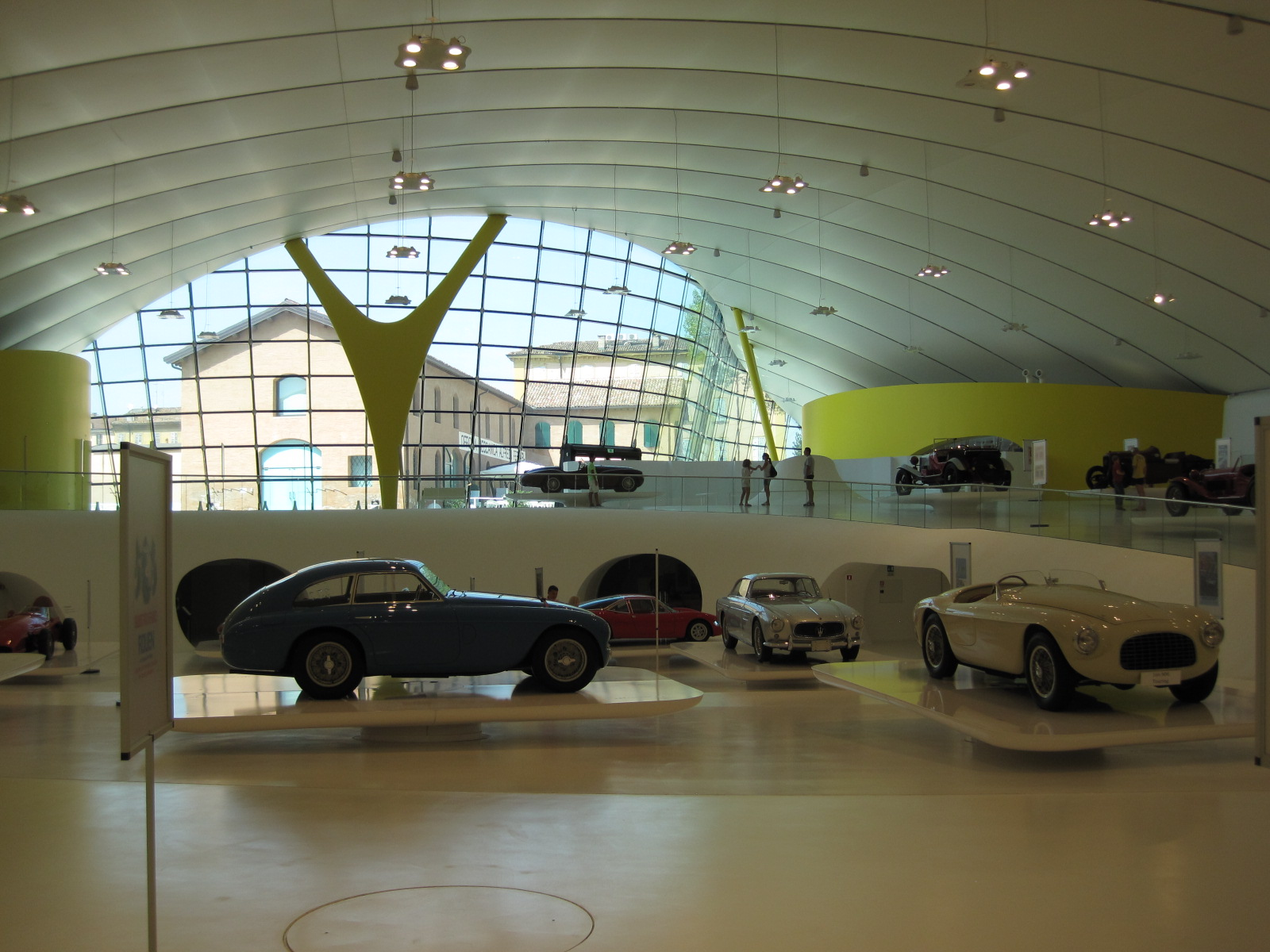
Innenansicht
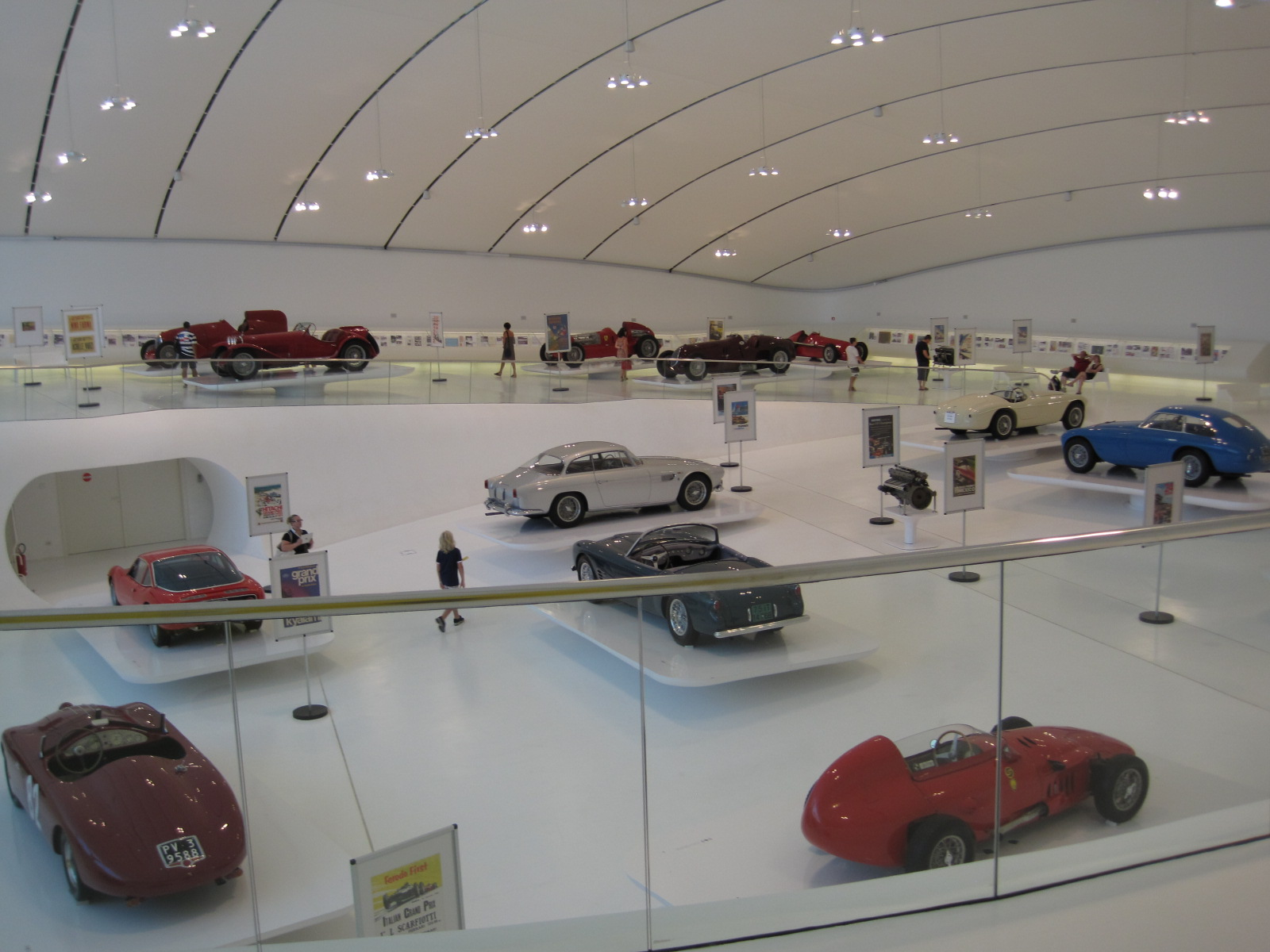
Innenansicht